# Hälver (Volme)
Die Hälver ist ein 8,59 km langer, orographisch linker Nebenfluss der Volme, der nach seinem Quellort Halver benannt ist.

## Name
Die Ortschaft Halver wird im 11. Jahrhundert als Halvara erstmals urkundlich genannt. Der Name leitet sich vom altsächsischen Wort halva
für 'Seite, Gegend' ab und bedeutet damit wohl 'Fluss von der Seite, Nebenfluss (der Volme)'.

## Geographie

### Verlauf
Die Hälver entspringt auf einer Höhe von 406 m ü. NHN im Osten der Kleinstadt Halver in Nordrhein-Westfalen.
Von dort aus verläuft sie Richtung Norden, wo sie nach ca. drei Kilometern erst den Halverner Ortsteil Heesfeld und dann Carthausen durchquert, wo sie auf die Landesstraße 868 / Hälver Straße trifft. An dieser entlang verläuft die Hälver weiter Richtung Norden, bis sie schließlich bei Schalksmühle auf einer Höhe von 225 m ü. NHN von links in die Volme mündet.
Ihr 8,6 km langer Lauf endet ungefähr 181  Höhenmeter unterhalb ihrer Quelle, sie hat somit ein mittleres Sohlgefälle von etwa 21 ‰.

### Zuflüsse
Die Hälver hat neben einer Reihe kleinerer Zuflüsse einen größeren linken Zufluss; die Bräumke mündet bei Carthausen in die Hälver.
- Herksiepen (links)
- Sieperbach (rechts)
- Neuenhauser Siepen (rechts)
- Wiesmecker (Wiesenbecks Siepen) (rechts)
- Normecker (rechts)
- Bräumke (links)
- Steinbach Siepen (links)
- Heller Siepen (rechts)
- Nülenbecks Siepen (links)
- Herbecke (links)
- Rölsiepen (rechts)